# Daphne Akhurst
Daphne Jessie Akhurst, gift Cozens, född 22 april 1903 i Ashfield, Sydney, New South Wales, död 9 januari 1933 i Sydney, var en australisk tennisspelare.
Daphne Akhurst vann singeltiteln i Australiska mästerskapen fem gånger under perioden 1925-30. Bedriften stod sig som rekord ända till 1951 då Nancye Wynne Bolton vann sin sjätte singeltitel i mästerskapen.
Daphne Akhurst vann sina tre första singeltitlar genom finalsegrar över landsmaninnan Esna Boyd, en spelare som nådde finalen i mästerskapen sju år i rad (1922-1928). I finalen 1925 vann Akhurst med 1-6, 8-6, 6-4, de två följande finalerna med 6-1, 6-3 (1926) och 7-5, 6-2 (1928). Sina två sista titlar vann hon över Louise Bickerton (1929, 6-1, 5-7, 6-2) och Sylvia Lance Harper (1930, 10-8, 2-6, 7-5). Hon nådde mixed dubbel-finalen i Wimbledonmästerskapen 1928 tillsammans med landsmannen Jack Crawford.
Daphne Akhurst avled vid utomkvedshavandeskap, 29 år gammal. Australiska mästerskapens damsingeltrofé Daphne Akhurst Memorial Cup är uppkallad efter henne.

## Grand Slam-titlar
- Australiska mästerskapen
  - Singel - 1925, 1926, 1928, 1929, 1930
  - Dubbel - 1924, 1925, 1928, 1929
  - Mixed dubbel - 1924, 1928, 1929